# Kintarō Okamura
Kintaro Okamura (岡村金太郎, Okamura Kintarō) ( 1867 - 1935) fue un botánico, ficólogo, y pedagogo japonés. Fue el autor de importantes estudios sobre las algas. Se le conoce también por su colección de libros educativos, los Ohraimono. En su honor se nombró la especie de alga Rugulopteryx okamurae.
- La abreviatura «Okamura» se emplea para indicar a Kintarō Okamura como autoridad en la descripción y clasificación científica de los vegetales.[1]